# Русская классика ВХЛ 2012
Русская классика 2012 — первый в истории матч регулярного чемпионата ВХЛ под открытым небом который состоялся 17 февраля 2012 года между красноярским Соколом и ярославским Локомотивом. Матч проходил на Центральном стадионе города Красноярска.
При максимальной вместимости стадиона в 22 500 человек, на матче присутствовало 16 100 зрителей, что является рекордом России по количеству зрителей на одном матче.
Игра закончилась победой «Локомотива» 3:2.
Этот матч был посвящён хоккеистам и тренерам ярославского Локомотива, погибшим в авиакатастрофе 7 сентября 2011 года.

## Ход матча
Счёт в матче был открыт на 15-й минуте первого периода, благодаря голу «ярославца» Максима Зюзякина. Во втором периоде гости ещё дважды забивают в ворота «Сокола» и счёт становится 0:3. В третьем периоде хозяева забив два гола, установили окончательный счёт в матче — 3:2 в пользу «Локомотива».

### Отчёт
| 17 февраля 2012 13:00 | Сокол | 2:3 (0:1, 0:2, 2:0) | Локомотив | Центральный, Красноярск Зрителей: 16 100 |

| Отчёт                                                                                                  | Отчёт               | Отчёт | Отчёт         | Отчёт                  |
| --- | ------------------- | --- | ------------- | ---------------------- |
| |                     | |               |                        |
| | Эмиль Сафин         | Вратари | Никита Ложкин | Судья: Дмитрий Волошин |
| | Голы:               | |               | Судья: Дмитрий Волошин |
| Дмитрий Тихонов — 44:16 (А. Раенко, А. Потылицын) Виталий Богдашкин — 57:31 (С. Кочетков, П. Ворошнин) | 0:1 0:2 0:3 1:3 2:3 | 14:16 — Максим Зязиков (Э. Галимов, П. Лукин) 33:50 — Алексей Кручинин 35:25 — Даниил Апальков (А. Кручинин, А. Амиров) |               | Судья: Дмитрий Волошин |
| |                     | |               | Судья: Дмитрий Волошин |
| |                     | |               | Судья: Дмитрий Волошин |
| |                     | |               | Судья: Дмитрий Волошин |
| 6 мин                                                                                                  | Штраф               | 8 мин |               | Судья: Дмитрий Волошин |
| |                     | |               |                        |
| | 43                  | Броски | 25            |                        |